# Гланц-ан-дер-Вайнштрасе
Гланц-ан-дер-Вайнштрасе (нем. Glanz an der Weinstraße) — община (нем. Gemeinde) в Австрии, в федеральной земле Штирия. 
Входит в состав округа Лайбниц.  Население составляет 1404 человека (на 31 декабря 2006 года). Занимает площадь 23,98 км². Официальный код  —  61010.

## Политическая ситуация
Бургомистр общины — Райнхольд Эльсниг (АНП) по результатам выборов 2005 года.
Совет представителей общины (нем. Gemeinderat) состоит из 15 мест.
- АНП занимает 12 мест.
- СДПА занимает 3 места.